# Gyümölcstál és söröskorsó ablak előtt
A Gyümölcstál és söröskorsó ablak előtt (Coupe de fruits et pichet devant la fenètre) Paul Gauguin 1890-ben festett csendélete, amely a londoni National Gallery gyűjteményének része.
Paul Gauguin maga is gyűjtött képeket, egyik kedvence Paul Cezanne Csendélet gyümölcstállal című alkotása volt. Gauguin képe tisztelgés a Cezanne-festmény előtt, annak számos elemét felhasználja, így a gyümölcsöket, a porcelántálat, a meggyűrt asztalkendőt és a kést. A Cezanne-festményen látható vizes pohár helyett azonban egy söröskorsó látható Gauguin képén. Az átlós ecsetvonások és a lapos nézőpont szintén Cezanne művére emlékeztet. A kép felső részén látható városrészlet viszont teljes egészében Gauguin invenciója.